# Vera Oredsson
Vera Marta Birgitta Oredsson, född Schimanski 21 februari 1928 i Berlin, är en svensk nazistisk politiker.

## Biografi
Oredssons tyske far var medlem i Sturmabteilung (SA) och själv var hon i ungdomen medlem i Bund Deutscher Mädel. Tillsammans med sin bror, journalisten Folke Schimanski, och deras svenska mor kom hon i april 1945 med de vita bussarna till Sverige, där hon 1950 gifte sig med Sven-Olov Lindholm. De skildes 1962.
År 1960 anslöt sig Oredsson till det nazistiska Nordiska rikspartiet (NRP) och blev 1962 partisekreterare. Samma år gifte hon sig med partiledaren Göran Assar Oredsson. År 1975 efterträdde hon sin make som partiledare och blev därmed Sveriges andra kvinnliga partiledare, efter Asta Gustafsson föregående år, och första för ett varaktigt parti som ställde upp i återkommande val. År 1978 lämnade hon den posten och Göran Assar Oredsson tog åter över. Efter Göran Oredssons död och NRP:s nedläggning 2009 har Vera Oredsson varit fortsatt engagerad i den nazistiska miljön, inklusive Nordiska Motståndsrörelsen efter dess grundande 2014. 
År 2024 utkom brodern Folke Schimanskis Veras resa: Min syster nationalsocialisten.

### Åtal och domar
Oredsson åtalades 1973 för brott mot lagen om politiska uniformer, då hon tillsammans med sin make och ställföreträdande partiledaren Heinz Burgmeister burit armbindlar med solkors. Makarna Oredsson menade dels att solkorset inte var en politisk symbol, dels att armbindlarna endast burits på privat mark. Varbergs tingsrätt friade dem.
Hon åtalades 2016 efter en nazistisk 1 maj-demonstration för hets mot folkgrupp efter att vid en demonstration ha höjt sin arm i vad som åklagaren menade var en Hitlerhälsning, vilket Oredsson bestämt förnekade. Oredsson, med hänvisning till sin ungdom i BDM, menade att hon vinkat till de clowner som under parollen Clowner mot Nazister uppbådat en motdemonstration, och att bevisningen avvek tydligt från den standardiserade hälsning hon lärt sig. Hon fälldes av Falu tingsrätt och dömdes till dagsböter, men friades av Svea hovrätt den 7 januari 2019 med hänvisning till att stillbilden inte kunde anses styrka att hälsningen ifråga var menad enligt åklagarens gärningsbeskrivning. År 2022 frikändes Vera Oredsson efter att ha åtalats för hets mot folkgrupp på grund av sådant hon skrivit på internet.
I maj 2025 dömdes Oredsson, då 97 år gammal, för hets mot folkgrupp efter att ha publicerat en kommentar på Nordiska Motståndsrörelsens webbplats Nordfront.